# Lanester
Lanester [lanɛstɛʁ], bretonisch: Lannarstêr, ist eine französische Gemeinde mit 23.188 Einwohnern (Stand 1. Januar 2022) im Département Morbihan in der Region Bretagne. Sie gehört zum Arrondissement Lorient, zum Gemeindeverband Lorient Agglomération und zum Kanton Lanester.

## Geografie
Die Stadt Lanester liegt an der Mündung des Scorff in den Ästuar des Blavet. Der höchste Punkt befindet sich auf 51 Metern Meereshöhe. Die Nachbargemeinden sind Lorient, Caudan, Hennebont, Kervignac und Locmiquélic.

## Geschichte
Die Gemeinde entstand 1909 aus dem südlichen Teil der Gemeinde Caudan.

### Bevölkerungsentwicklung
| Jahr      | 1962   | 1968   | 1975   | 1982   | 1990   | 1999   | 2007   | 2012   | 2019   |
| Einwohner | 16.571 | 19.245 | 21.074 | 21.643 | 22.102 | 21.897 | 22.598 | 22.142 | 23.124 |

## Sehenswürdigkeiten
- Kapelle Saint-Guénaël

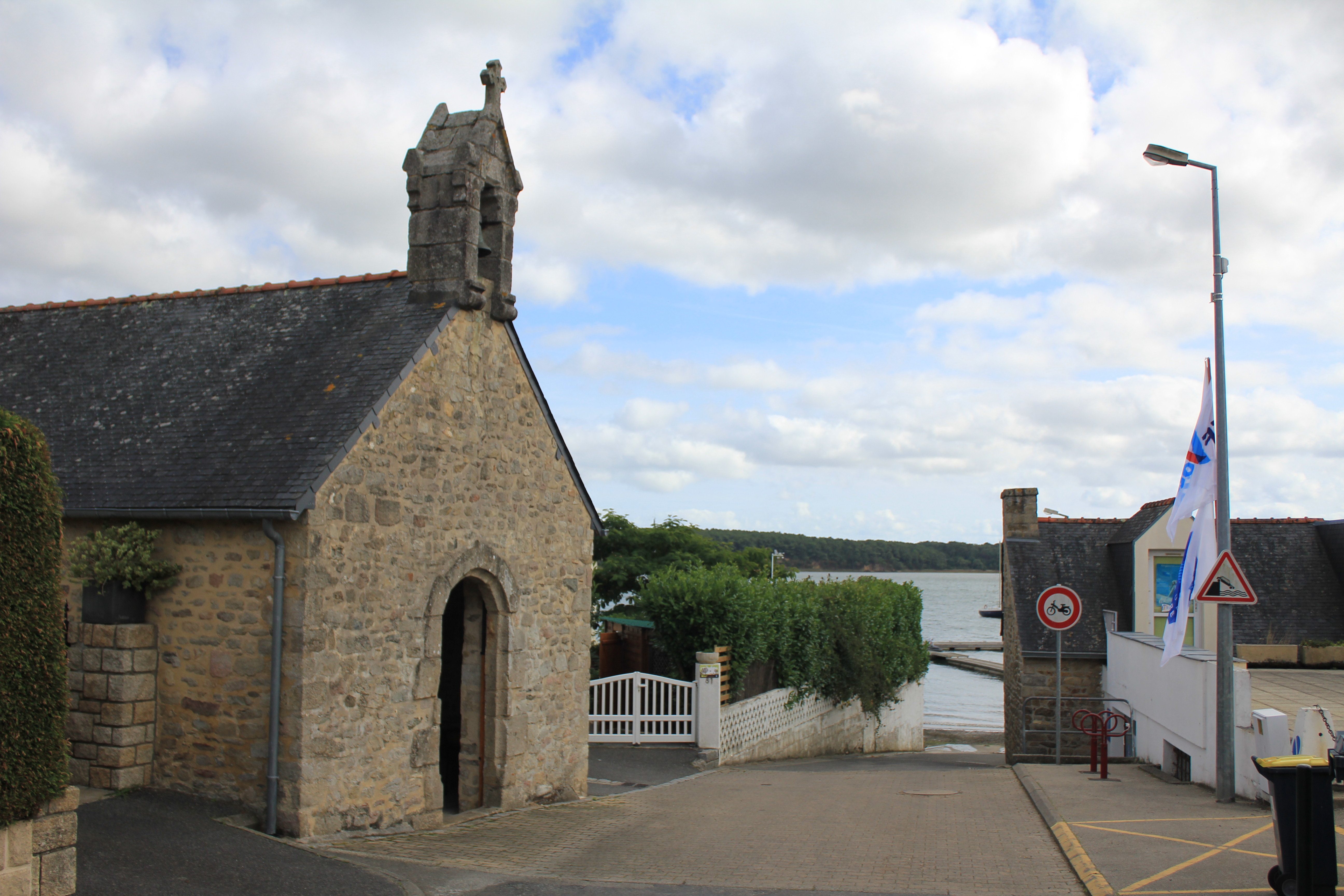
Kapelle Saint-Guénaël

- Locunel-Stele (anderer Name für den bretonischen Heiligen Gwenaël)
- Steintassen von Saint Gwenaël
- Dolmen von Kervenguen
- Dolmen von Lanester